# Jason Barker
Jason Barker est un théoricien, traducteur et réalisateur anglais. 
Auteur de plusieurs articles sur le marxisme, et du premier livre consacré à la philosophie d'Alain Badiou, Barker a plus récemment écrit, réalisé et coproduit le documentaire culturel Marx Reloaded. 

## Théorie
Inspiré par la métapolitique d’Alain Badiou, dont il est le traducteur anglais, Barker demande « s’il existe une distinction politique entre la politique et l’État » ; distinction, selon la formule de Badiou, correspondant à « une mise à distance de l’État ».
Selon Barker, la « dépersonnification » de l’État qui caractérise notre temps « post-marxiste » implique l’émergence d’« une nouvelle figure de l’État » dans la (ou peut-être « le ») politique, dont le statut reste ambigu, mais qui Barker, citant Jacques Lacan, désigne avec le nom « Maître ». Pour être toujours possible, « on peut supposer que [la politique révolutionnaire] doive passer non seulement par la voie de la dépersonnification de l’État, mais aussi par celle de la dé(con)figuration du Maître ».

## Marx Reloaded
Barker est le réalisateur, écrivain et coproducteur du documentaire culturel Marx Reloaded . À partir d’une série d’interviews avec Slavoj Žižek, Antonio Negri, Michael Hardt, Jacques Rancière, Peter Sloterdijk et Nina Power, parmi d’autres philosophes, le film de Barker interroge le rapport entre le soi-disant « retour à "l’idée du communisme" » et « la crise économique et financière de 2008—09 ». Le film contient aussi « des séquences d’animation humoristiques suivant les aventures de Marx à travers le "Matrix" de ses propres idées ».

## Œuvres

### Livres et articles (sélection)
- Alain Badiou, a critical introduction, Londres: Pluto Press, 2002.
- « Nous, Les Sans-Marxisme » in Théorie-rébellion: Un Ultimatum, ouvrage collectif dirigé par Gilles Grelet, Paris, éd. L'Harmattan, 2005.
- « De L’État au Maître: Badiou et le post-marxisme » in Ecrits Autour de la Pensée d’Alain Badiou, ouvrage collectif dirigé par Bruno Besana et Oliver Feltham, Paris, éd. L’Harmattan, 2006.

## Traductions
- Alain Badiou, Metapolitics, Londres: Verso, 2005. (Abrégé de métapolitique, Paris, éd. Seuil, 1998)

## Filmographie
- 2011: Marx Reloaded. Réalisateur, scénariste, coproducteur. ZDF/Arte.